# Ninela Caranfil
Ninela Caranfil (n. 17 iunie 1947, Satul Nou, raionul Cimișlia, Republica Moldova) este o actriță, artistă emerită din Republica Moldova. Este absolventă a Institutului de Artă Teatrală „Anatoli Lunacearski” (1969) din Moscova, Uniunea Sovietică (azi Federația Rusă), specialitatea — Actor teatru și film. Din 1969 este angajată la Teatrul Național „Mihai Eminescu” din Chișinău, Republica Moldova. A fost viceministru al Culturii al Republicii Moldova.

## Cariera artistică

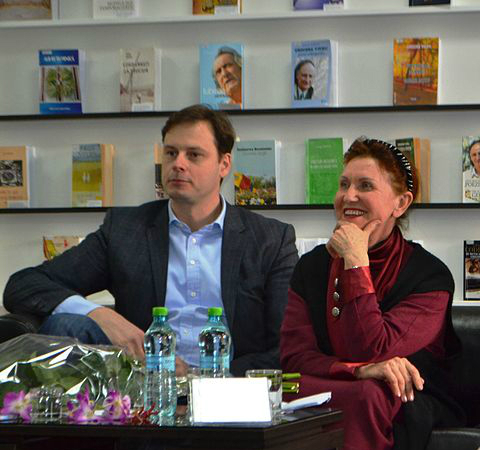
Chiril Lucinschi și Ninela Caranfil la lansarea CD-ului „Cântare limbii române”. Versuri de Grigore Vieru. Lectura Ninela Caranfil, Adelina și Alexandru Andrei, Biblioteca Municipală B. P. Hasdeu, 11.02.2015

### Roluri în teatru[3]
- 1969 – Kat,  Tangoul criminal de Egon Ranet, regia M. Cisteakov
- 1969 – Vârubova,  Complotul împărătesei de A. Tolstoi, regia Valeriu Cupcea
- 1970 – Inga, O noapte cu privighetori de V. Ejov, regia V. Apostol
- 1971 – Varvara, Egor Bulâciov și alții de Maxim Gorki, regia Valeriu Cupcea
- 1971 – Kote, Cinci miri la o nuntă de M. Karim, regia M. Mutafov
- 1972 – Șura, Alexandra de M. Stein, regia V. Apostol
- 1972 – Vera, Un medic ciudat de Anatoli Sofronov, regia A. Băleanu
- 1973 – Doica, Ipolit de Euripide, regia Ion Șcurea (Teatrul Luceafărul)
- 1973 – Sofia Petrovna, Nevolnicele de A. Ostrovski, regia Ion Șcurea (Teatrul Luceafărul)
- 1974 – Mama, Georges Dandon de Pierre de Marivaux , regia Ion Șcurea (Teatrul Luceafărul)
- 1974 – Lisette, Jocul dragostei și-a întâmplării de Alfred de Musset , regia Ion Șcurea (Teatrul Luceafărul)
- 1975 – Paulina, Jucării de oțel de R. Urneviciute, regia Ion Șcurea (Teatrul Luceafărul)
- 1977 – Mama, Om și gentilom de Eduardo de Filippo, regia A. Băleanu
- 1978 – Eleonora, Tata de Dumitru Matcovschi, regia V. Apostol
- 1980 – Ludmila, Retro de A. Galin, regia V. Apostol
- 1982 – Liza, Casa de F. Abramov, regia V. Apostol
- 1983 – Poșlepkina,  Revizorul de Gogol, regia A. Băleanu
- 1983 – Constanța, O întîmplare cu haz de Carlo Goldoni , regizor V. Rusu
- 1984 – Lida, Oștenii de N. Dudarev, regia Valeriu Cupcea
- 1984 – Nătăluță, Pomul vieții de Dumitru Matcovschi, regia V. Apostol
- 1985 – Angustias, Casa Bernardei Alba de Federico Garcia Lorca regie S. Fusu
- 1985 – Eftimia, Pomul viețiide Dumitru Matcovschi , rega V. Apostol
- 1986 – Elena, Pomul vieții de Dumitru Matcovschi, regia V. Apostol
- 1986 – Statu-Palmă-Barbă-Cot, Buzduganul fermecat de L. Deleanu, regia V. Madan
- 1987 – Vera, Abecedarul de Dumitru Matcovschi, regia V. Apostol
- 1989 – Hanuma, Hanuma de G. Țigareli, regia V.Ciutac
- 1990 – Olinda, Lumea este așa cum este de Alberto Moravia, regizor S. Sabin
- 1991 – Oltea, Io, Ștefan Voievod de An. Gondiu, regia I. Cibotaru
- 1992 -  Lucia, Mătușa de la Bumbăta, regia M. Bădicheanu
- 1993 – Vecina Binevoitoare, Casa mare de Ion Druță, regia N. Toia
- 1995 – Zița, O noapte furtunoasă de Ion Luca Caragiale, regia A. Băleanu
- 1996 – Ursula, Un veac de singurătate de Gabriel García Márquez , regia S. Vasilache
- 1997 – Mme Lazici, AFEB de Branislav Nušić , regia V. Apostol
- 1997 – Terese, Cumetrele de Michel Tremblay, regia P. Bokor
- 1999 – Olea, Tata de Dumitru Matcovschi, regie V. Ciutac
- 2003 – Odochia, Rugăciunea de seară de Ion Druță, regia E. Gaju
- 2004 – Maria Vasilievna, Unchiul Vania de Anton Pavlovici Cehov , regia M. Fusu
- 2005 – Ea, Zăpezile de altă dată de Dumitru Solomon , regia E. Gaju
- 2008 - Mama, Povestea unei nebunii obișnuite /P.Zelenka/

### Roluri radiofonice
- 1970 – Eino Alts, „Orbul regizor”
- 1977 – E. Reazanov „Colegii”
- 1982 – Alioșin „Temă cu variații”
- 1987 – C. Partole „Floare în cenușă”
- 1991 – Tudor Mușatescu „A murit Bubi”, regizor Ilie Stratulat
- 1992 – A. Baranga „Viața unei femei”
- 1994 – A. Marinat „Divorț în casă nouă”
- 1997 – B. Apel „Știe toată lumea”
- 1997 – G. Darie „A doua condamnare a lui Socrate”
- 1999 – V. Malev „Maria”
- 2000 – G. Papini „Mărturiile calvarului”
- 2003 – Ion Druță „Biserica albă”
- 2005 – Psalmii lui David. „Întru tine, Doamne, ne rugăm”

### Monospectacole
- 1987 – Spectacol de poezie „De dor, de dragoste” Regia Ninela Caranfil
- 1991 – „Rămâi, iubirea mea, rămâi” regia Tudor Ciubotaru
- 1997 – „Rugăciune”, regia S. Fusu
- 1998 – „Întru tine, Doamne, ne rugăm”, psalmii lui David, regia S. Vasilache
- 2005 – „Reîntregire”

## Premii și distincții
- Artistă Emerită din RSSM (1990)[1]
- Marele Premiu la Festivalul Lucian Blaga (România) (1997)[1][2]
- Premiul la Festivalul Internațional "Mihai Eminescu în lume" (1999)[1][2]
- Ordinul „Gloria Muncii” (1999)[1][2]
- Premiul pentru cel mai bun rol feminin, Gala Premiilor UNITEM (2006)[2]

## Cărți publicate
Este autoarea volumului „Tăcerea de până la cuvânt” (Chișinău, 2005)
„Neobișnuita forță a scenei" - 
Bărbații din viața mea” - (Chișinău,2017)

## Discografie
- Recital de versuri "Dorul infinitului din noi" (CD, 2008)
- „Cântare limbii române” (CD, 2015)[4]